# Тикори
Тикори (груз. თიქორი) — село в Грузии, на территории Зугдидского муниципалитета края (мхаре) Самегрело-Верхняя Сванетия.

## География
Село находится в западной части Грузии, на восточном берегу Чёрного моря, вблизи места впадения в него реки Тикори, на расстоянии приблизительно 25 километров (по прямой) к юго-западу от города Зугдиди, административного центра муниципалитета. Абсолютная высота — 0 метров над уровнем моря.

## Население
По результатам официальной переписи населения 2014 года в Тикори проживало 37 человек (20 мужчин и 17 женщин). В национальной структуре населения грузины составляли 94,6 %.
| Год  | Население, человек |
| ---- | ------------------ |
| 2002 | 809                |
| 2014 | ↘ 37               |